# Fool in the Rain
"Fool in the Rain" é a terceira faixa do álbum de 1979 do Led Zeppelin, In Through the Out Door. Foi o último single dos EUA antes de se separarem formalmente em 1980. Alcançou o número 21 na Billboard Hot 100 em fevereiro de 1980.

## Visão geral
A música exibe um toque latino. A seção principal é em uma métrica 12/8; Esta seção emprega um groove polirrítmico incomum, com o piano e o baixo tocando seis batidas por compasso e a melodia (e partes da bateria) tocando quatro batidas por compasso. O resultado é que a maioria dos instrumentos parece estar tocando um terceto de nota de um quarto contra o andamento da melodia e da bateria. O baterista John Bonham toca uma batida aleatória semelhante ao ritmo de "Purdie shuffle", junto com um colapso no estilo do samba e um arranjo de riffs saltitantes. Uma faixa de bateria principal mostra que o colapso do samba (2:25) foi gravado separadamente.
O baixista John Paul Jones e o vocalista Robert Plant desenvolveram a ideia de usar o ritmo do samba ao assistir a Copa do Mundo FIFA de 1978 na Argentina. O guitarrista Jimmy Page usou um pedal de efeito MXR Blue Box durante o solo para produzir o som da oitava.